# Dessin A
Élévation de la moitié droite (sud) de la façade occidentale de la cathédrale de Strasbourg
Le dessin A est un dessin d’architecture représentant un projet préliminaire de façade pour la cathédrale de Strasbourg. S’il y a un consensus relatif pour placer sa réalisation dans le troisième quart du XIIIe siècle, la date exacte de production ainsi que son auteur restent sujets à débats.

## Description
Le dessin A est un dessin d’assez grandes dimensions, 86 cm de haut et 61 cm de large, tracé à l’encre brune sur parchemin après un tracé préliminaire à la pointe sèche. Il représente au recto une élévation de façade de cathédrale gothique et au verso une esquisse incomplète d’un groupe de trois portails gothiques.
Seule la moitié droite de la façade est représentée : cette méthode permet d’économiser le temps et le parchemin, la moitié gauche se déduisant par symétrie. La façade ainsi complétée comprend trois travées délimitées par des contreforts et deux étages en hauteur, séparés par un triforium. Chaque travée comprend un portail coiffé d’un gâble sur une voussure à quatre rouleaux, le portail central étant plus grand que les latéraux. À l’étage, la circonférence d’une rose est esquissée dans la travée centrale, tandis que la travée latérale est ouverte par une grande baie à quatre lancettes et réseaux de quadrilobes aux extrémités fleurdelisées. Au rez-de-chaussée, les contreforts sont habillées d’arcatures, de gâbles et de pinacles, tandis que la façade est décorée de deux niveaux d’arcatures alternant dans leurs réseaux et écoinçons trilobes et quatrilobes. 
L’auteur a fait preuve d’économie ou n’a pas mené son dessin à terme : l’étage est peu orné par rapport au rez-de-chaussée, la rose est seulement esquissée et les détails des portails, des gâbles ainsi que de certaines arcatures n’ont pas été dessinés. L’aspect général permet de reconnaître la cathédrale de Strasbourg, mais le dessin ne correspond pas à la façade telle qu’elle a été réalisée.

## Datation et attribution
Il y a globalement consensus quant à la datation du dessin A. Celui-ci aurait été réalisé vers le milieu du XIIIe siècle, probablement dans les années 1250, le dessin des portails du verso étant peut-être antérieur de peu à celui de la façade au recto. Cette datation fait du dessin A le plus ancien dessin de la collection, le plus ancien de la cathédrale de Strasbourg et l’un des plus anciens en Europe,.
L’attribution est sujette à davantage de débat. Böker attribue les deux dessins à maître Rudolf, cité comme magister operis dans un document du milieu du XIIIe siècle. Cette proposition n’est toutefois reprise ni par le musée, ni par la fondation de l’Œuvre Notre-Dame. Bengel et Nohlen font ainsi remarquer que le titre de magister operis a longtemps été donné aux administrateurs de l’Œuvre Notre-Dame et que maître Erwin est le premier architecte de la cathédrale clairement identifié comme tel. La fonction de maître Rudolf comme architecte n’est donc pas établie et les deux institutions préfèrent attribuer par prudence le dessin à l’architecte anonyme concepteur de la nef, parfois dit « maitre de la nef de la cathédrale de Strasbourg »,.